# Żelazków (stacja kolejowa)
Żelazków − dawna wąskotorowa stacja kolejowa w Żelazkowie, w Polsce, w województwie wielkopolskim, w powiecie kaliskim. Została zbudowana w latach 1914-1917 razem z linią do Turku. W lipcu 1991 roku została zamknięta dla ruchu pasażerskiego. Od czerwca 2002 roku jest używana w ruchu towarowym. Należy do Kaliskiej Kolei Dojazdowej. Obecnym jej operatorem jest Stowarzyszenie Kolejowych Przewozów Lokalnych